# Teaninich
Teaninich je skotská palírna společnosti United Distillers nacházející se ve vesnici Alness v kraji Ross-shire, jež vyrábí skotskou sladovou whisky.
Palírna byla založena v roce 1817 a produkuje čistou sladovou whisky. Tato palírna stojí uprostřed průmyslové čtvrti poblíž řeky Alness. V roce 1991 si palírna prošla existenční krizí a musela být na 6 měsíců uzavřena. Produkuje whisky značky Teaninich, což je 10letá whisky s obsahem alkoholu 43 %. Whisky má citrusovo-kořenitou příchuť se špetkou rašelinového charakteru.